# František Mrázek
František Mrázek   (21 de febrer de 1946 - 9 de maig de 2016) fou un pilot d'enduro txec de renom internacional durant la dècada del 1970. Sempre com a pilot de Jawa, va guanyar cinc campionats d'Europa consecutius en la categoria de 250 cc (1969-1973) i, com a membre de l'equip de Txecoslovàquia, sis Trofeus als ISDE entre el 1970 i el 1978. Mrázek formà part de la selecció txecoslovaca per a aquesta prova en dotze ocasions.

## Palmarès
- 5 campionats d'Europa en 250cc (1969-1973)
- 6 victòries al Trofeu dels ISDT amb l'equip estatal (1970-1973 i 1977-1978)